# Айернокерль
Айернокерль (нем. Eiernockerl, «яичные клецки») — популярное австрийское блюдо венской кухни.
Клёцки или ньокки популярны во всех регионах Австрии. Они могут быть не только пикантными но и сладкими, как зальцбургские клёцки, которые, согласно легенде, были фирменным блюдом Саломеи Альт, любовницы епископа Зальцбургского, и причиной его влюбленности в неё.

## Ингредиенты и варианты
Типичные ингредиенты для айернокерля — мука, яйца, молоко, масло, а также соль, перец, молотый мускатный орех и для украшения зелёный лук.
Замешивают тесто из муки, растопленного масла, яиц, молока и соли. Тесто натирают на специальной крупной тёрке прямо в кипящую воду.
Как только клёцки всплывут на поверхность воды, их откидывают на сито и промывают холодной водой. Взбитые яйца (и молоко по желанию) с солью, перцем и, возможно, небольшим количеством мускатного ореха выливают на клёцки, которые предварительно слегка подогреты на сковороде с жиром или маслом .
Айернокерль обычно подают с гарниром из зелёного салата.
Также блюдо готовят, чтобы использовать остатки клёцек.
Некоторые из основных вариантов австрийских дамплингов (клёцек): Krautspatzen — с квашеной капустой, обжаренной на масле; Apfelspatzen — с яблоками; и Erdäpfelspatzen — с очищенным картофелем.

## Связь с Гитлером
В 1997 году Вольфганг Фрёлих, отрицатель Холокоста и бывший член окружного совета от Партии свободы, утверждал, что любимой едой Адольфа Гитлера был айернокерль. Некоторые рестораны в Австрии начали рекламировать это блюдо как «ежедневное специальное блюдо» 20 апреля, дня рождения Гитлера.
Известно, что Гитлер любил печёночные кнели:78.
Австрийский историк Роман Зандгрубер в своей биографии отца Гитлера Алоиса отмечает, что традиционная еда Браунау-ам-Инн была в основном постной, а популярными были кайзершмаррн, айернокерль и бухта, что привило молодому Адольфу вкус к капусте, клёцкам и выпечке:110. В книге Йоханнеса Й. Эйбла 1965 года Ewige Wahrheit («Вечная истина») есть интервью с поваром, работавшим в пивной Bürgerbräukeller в Мюнхене, в котором он описывает Eiernockerl как «любимое блюдо» Гитлера:146.
В отчёте о поездке Гитлера в Вену после Аншлюса говорится, что он отобедал айернокерлем и зелёным салатом:14.
В 2021 году сотрудник полиции Бургенланда, который 20 апреля 2020 года опубликовал в Facebook фотографию айернокерля, был приговорён окружным судом Айзенштадта к условному тюремному заключению и штрафу в соответствии с Законом о запрете нацизма.